# ラグビーロシア代表
ラグビーロシア代表（露: Сборная России по регби, 英: Russia national rugby union team）は、ロシアラグビー協会によるラグビーユニオンのナショナルチームである。
本項では1992年以前のソビエト連邦と1992年の連合チームも一緒に扱う。

## 歴史
1936年にソビエト連邦代表として初めてテストマッチを戦った。1991年のソ連崩壊後は独立国家共同体チームを経て、1992年6月6日にロシア代表としてバーバリアンズとの国際試合を戦った。
1987年の第1回ワールドカップには当初招待されていたが、南アフリカ共和国がアパルトヘイトを理由に大会参加を認められていないにもかかわらずIRB常任理事国に名を連ねていたため、参加を拒否した。
2000-2001、2001-2002の欧州ネイションズカップで連続して3位に入ったが、2003年大会欧州予選は出場資格のない南アフリカ人を起用したため、IRBから失格処分を受けた。
2007年大会予選はイタリア・ポルトガルに敗れたが、本大会直前である2007年8月31日時点のIRBランキングを見ると、ワールドカップ未出場国では最上位の19位だった。
2010年10月に東京で開催された日本戦で3対75の惨敗を喫し、これはロシアの最大差敗戦試合として記録されている。
2011年大会でヨーロッパ予選2位となり悲願の本大会切符を獲得したものの、プール戦で全敗し、決勝トーナメントに進出できなかった。
2015年大会ヨーロッパ予選3位となり、敗者復活の大陸間プレーオフ決勝に進出した。ウルグアイ相手に1勝1敗だったものの、総得点で敗れ本大会を逃した。
2019年大会ヨーロッパ予選でも3位に終わり本大会を逃していたが、予選1位のルーマニア、予選2位のスペインに代表資格を持たない選手がメンバーに含まれる規定違反があり失格となったため、繰り上げで本大会切符を獲得した。本大会では、開催国・日本との開幕戦を戦い、大会最初のトライを奪う。前半は7-12と格上の日本相手に5点ビハインドで折り返す大善戦を見せたが、後半は日本の波状攻撃を受け、10-30と健闘虚しく敗れた。続く2戦目のサモア戦（サモアはロシア戦が初戦）では中3日という非常に厳しい日程もあり、9-34で敗れた。その後のアイルランド戦で0-35と零封で敗れ、プール戦敗退が決定。最終戦のスコットランド戦でも0-61と惨敗を喫し、結果4戦全敗で決勝トーナメントに進出できず、プール戦5位（最下位）で本大会を去った。
2022年2月にロシアとベラルーシによるウクライナへの侵攻が起き、ワールドラグビーは、ロシアとベラルーシに対して国際大会および国境を越えたラグビー大会への全面出場停止とすることを決定した。これにより、男子ワールドラグビーチャレンジャーシリーズ2022（ワールドカップ2023出場権をかけたヨーロッパ地区予選）は開催途中で離脱し、ラグビーワールドカップセブンズ2022の予選、女子HSBCワールドラグビーセブンズシリーズ2022への参加も不可能となった。

## ワールドラグビー男子ランキング
ワールドラグビーが発表するデータにもとづく。
| ワールドラグビー男子ランキング 上位30チーム（2025年3月17日時点） | ワールドラグビー男子ランキング 上位30チーム（2025年3月17日時点） | ワールドラグビー男子ランキング 上位30チーム（2025年3月17日時点） | ワールドラグビー男子ランキング 上位30チーム（2025年3月17日時点） |
| 順位                                                             | 変動*                                                            | チーム                                                           | ポイント                                                         |
| ---------------------------------------------------------------- | ---------------------------------------------------------------- | ---------------------------------------------------------------- | ---------------------------------------------------------------- |
| 1                                                                | 増減なし                                                         | 南アフリカ共和国                                                 | 092.78                                                           |
| 2                                                                | 増減なし                                                         | ニュージーランド                                                 | 090.36                                                           |
| 3                                                                | 増減なし                                                         | アイルランド                                                     | 089.83                                                           |
| 4                                                                | 増減なし                                                         | フランス                                                         | 089.51                                                           |
| 5                                                                | 増減なし                                                         | アルゼンチン                                                     | 084.97                                                           |
| 6                                                                | 増減なし                                                         | イングランド                                                     | 084.73                                                           |
| 7                                                                | 増減なし                                                         | スコットランド                                                   | 082.36                                                           |
| 8                                                                | 増減なし                                                         | オーストラリア                                                   | 081.52                                                           |
| 9                                                                | 増減なし                                                         | フィジー                                                         | 080.07                                                           |
| 10                                                               | 増減なし                                                         | イタリア                                                         | 077.77                                                           |
| 11                                                               | 増減なし                                                         | ジョージア                                                       | 074.69                                                           |
| 12                                                               | 増減なし                                                         | ウェールズ                                                       | 073.39                                                           |
| 13                                                               | 増減なし                                                         | 日本                                                             | 072.95                                                           |
| 14                                                               | 増減なし                                                         | サモア                                                           | 072.68                                                           |
| 15                                                               | 増減なし                                                         | アメリカ合衆国                                                   | 070.02                                                           |
| 16                                                               | 1                                                                | スペイン                                                         | 067.34                                                           |
| 17                                                               | 1                                                                | ウルグアイ                                                       | 067.06                                                           |
| 18                                                               | 2                                                                | ポルトガル                                                       | 066.44                                                           |
| 19                                                               | 増減なし                                                         | トンガ                                                           | 065.46                                                           |
| 20                                                               | 増減なし                                                         | ルーマニア                                                       | 064.61                                                           |
| 21                                                               | 増減なし                                                         | チリ                                                             | 061.72                                                           |
| 22                                                               | 4                                                                | ベルギー                                                         | 059.98                                                           |
| 23                                                               | 1                                                                | カナダ                                                           | 059.49                                                           |
| 24                                                               | 1                                                                | 香港                                                             | 059.18                                                           |
| 25                                                               | 増減なし                                                         | ナミビア                                                         | 057.87                                                           |
| 26                                                               | 1                                                                | ブラジル                                                         | 057.16                                                           |
| 27                                                               | 3                                                                | ロシア                                                           | 057.01                                                           |
| 28                                                               | 増減なし                                                         | オランダ                                                         | 056.53                                                           |
| 29                                                               | 増減なし                                                         | ジンバブエ                                                       | 055.26                                                           |
| 30                                                               | 増減なし                                                         | スイス                                                           | 054.10                                                           |
| *前週からの変動                                                  |                                                                  |                                                                  |                                                                  |
| ロシアのランキングの推移                                         |                                                                  |                                                                  |                                                                  |
| 生のグラフデータを参照/編集してください.                         |                                                                  |                                                                  |                                                                  |
| 出典: ワールドラグビー 推移グラフの最終更新: 2025年3月17日       |                                                                  |                                                                  |                                                                  |
|                                                                  | 現在、技術上の問題で一時的にグラフが表示されなくなっています。   |                                                                  |                                                                  |

## ワールドカップの成績
- 1987年 - 不参加
- 1991年 - 地区予選敗退
- 1995年 - 地区予選敗退
- 1999年 - 地区予選敗退
- 2003年 - 地区予選敗退
- 2007年 - 地区予選敗退
- 2011年 - プール戦敗退
- 2015年 - 地区予選敗退
- 2019年 - プール戦敗退
- 2023年 - 地区予選の途中で出場停止

## 歴代代表選手
- ウラジスラフ・コルシュナフ
- ヴァシリー・アルテミエフ
- キリル・ゴトフツェフ
- ヴァレリー・モロゾフ